# 東京都立鹿本学園
東京都立鹿本学園（とうきょうとりつ しかもとがくえん）は、東京都江戸川区に所在する特別支援学校である。知的障害教育部門（小学部・中学部）と肢体不自由教育部門（小学部・中学部・高等部）を併設している。

## 概要
本校は、東京都立小岩特別支援学校と東京都立江戸川特別支援学校が統合し、2014年（平成26年）4月に開校した。
肢体不自由教育部門には小学部・中学部・高等部普通科および訪問学級がある。知的障害教育部門には小学部・中学部があり、両学部に知的障害学級、自閉症学級、重度重複学級が設置されている。
通学手段として、スクールバスおよび医療的ケアに対応した専門通学車両が運行されている。中学部および高等部では、ブレザー型の標準服を校服として採用している。
知的障害教育部門の生徒は、卒業後、主に東京都立白鷺特別支援学校の高等部に進学する。

## 児童・生徒数
- 506名（令和7年度）[4]

## 通学区域
肢体不自由教育部門
- 江戸川区全域[5]

知的障害教育部門
- 江戸川区（下記以外の地域）
  - 東京都立臨海青海特別支援学校の学区：西葛西六～八、中葛西五～八、臨海町、清新町、東葛西四及び六～九、南葛西[3]

## 部活動
- スポーツ競技部（陸上競技、ボッチャ、ハンドサッカー）

肢体不自由教育部門の中学部および高等部の生徒が対象

## 施設概要
- 竣工年月：2015年12月
- 敷地面積：17,651㎡
- 延床面積：6,850.09㎡
- 建築面積：3,685.03㎡
- 構造規模：鉄筋コンクリート造（RC）＋鉄骨造（S）
- 建物構成
  - 肢体不自由教育部門棟（Ｓ棟）<4階建て>、第一グラウンド、第一体育館、第一プール
  - 知的障害教育部門棟（Ｎ棟）<3階建て>、第二グラウンド、第二体育館、第二プール、農園[6]
- 発注者：東京都[7] [8]

## 所在地
〒133-0044
- 東京都江戸川区本一色二丁目24番11号（本校舎ゾーン）
- 東京都江戸川区本一色二丁目16番16号（スポーツゾーン）[9]